# John Wesley Harding
John Wesley Harding — восьмой студийный альбом американского автора-исполнителя Боба Дилана. Альбом выпущен лейблом Columbia Records в декабре 1967 года.
Продюсером альбома стал Боб Джонстон. Альбом ознаменован возвращением Дилана к акустическому звучанию и фолк-музыке, характерным для его первых альбомов.
John Wesley Harding был исключительно хорошо принят критиками и хорошо продавался, достигнув 2-й позиции в американских чартах и возглавив британские. Примечательно, что Дилан не позволил лейблу заниматься активной раскруткой альбома. Менее чем через три месяца после выпуска альбом удостоился золотого статуса по классификации RIAA. Хотя Дилан отказался выпускать какую-либо песню из альбома в качестве сингла, песня «All Along the Watchtower» стала одной из его самых популярных песен после того, как Джими Хендрикс сделал её кавер-версию.
В 2003-м году альбом занял 301-ю позицию в списке 500 величайших альбомов всех времён по версии журнала Rolling Stone.

## Список композиций

### сторона 1
1. «John Wesley Harding» — 2:58
2. «As I Went Out One Morning» — 2:49
3. «I Dreamed I Saw St. Augustine» — 3:53
4. «All Along the Watchtower» — 2:31
5. «The Ballad of Frankie Lee and Judas Priest» — 5:35
6. «Drifter’s Escape» — 2:52

### сторона 2
1. «Dear Landlord» — 3:16
2. «I Am a Lonesome Hobo» — 3:19
3. «I Pity the Poor Immigrant» — 4:12
4. «The Wicked Messenger» — 2:02
5. «Down Along the Cove» — 2:23
6. «I'll Be Your Baby Tonight» — 2:34

## Позиции в чартах
| Год  | Чарт                                       | Позиция |
| ---- | ------------------------------------------ | ------- |
| 1968 | чарт альбомов Australian Kent Music Report | 1       |

## Участники записи
- Боб Дилан — гитара, гармоника, фортепиано, клавишные, вокал
- Pete Drake — гавайская гитара
- Charlie McCoy — бас-гитара
- Kenneth A. Buttrey — ударные
- Bob Johnston — музыкальный продюсер
- Charlie Bragg — звукоинженер
- John Berg — фотография на обложке